# Buddha-Natur
Buddha-Natur (skt. buddha-dhātu, tathāgata-dhātu; chinesisch 佛性, Pinyin fóxìng, W.-G. fo-hsing; hg. 불성, bulseong; jap. 仏性 busshō; viet. phật tính; tib.: bde gshegs snying po) ist in weiten Teilen des Mahayana-Buddhismus, insbesondere im chinesischen Chan und im japanischen Zen, sowie im tibetischen Vajrayana die universelle, immanente Fähigkeit und Potenz von Lebewesen, zu Buddhas zu werden.

## Historische Varianten
Die Ursprünge der Buddha-Natur im Mahayana liegen in den Darlegungen des Lotos-Sutra, des Nirvana-Sutra, der Tathagatagarbha-Sutras, im Vajrayana auch in den Lehren nichtdualer Praxissysteme wie Lamdre, Dzogchen und Mahamudra.
Dort wird die Buddha-Natur auch als die Natur des Geistes oder als klares Licht ursprünglichen Gewahrseins bezeichnet. Im Nirvana-Sutra wird die Buddha-Natur (Buddha-dhatu) vom Buddha selbst als „das wahre Selbst“ Buddhas erklärt und als „beständig, fest und ewig“ (nitya, dhruva, sasvata) beschrieben. Sie wird auch mit dem Dharmakaya gleichgesetzt.
Im Nirvana-Sutra heißt es: „Die Essenz des Selbst ist der subtile Tathagatagarbha“ (Kapitel: Tathagatagarbha).
Die Buddha-Natur wird als unzerstörbar und ungeboren beschrieben, denn sie ist weder von äußeren Einflüssen, noch von psychischen Veränderungen beeinflussbar. Es handelt sich um einen Begriff der Transzendenz. Die Lehren zur Buddha-Natur stellen die gewöhnliche Wahrnehmung eines nichterleuchteten Wesens als relative Wirklichkeit der Wahrnehmung eines erleuchteten Wesens gegenüber. Diese nichtduale erleuchtete Wahrnehmung wird als absolute Wirklichkeit bezeichnet. Aus der Perspektive absoluter Wirklichkeit sind relative und absolute Wirklichkeit untrennbar.
Die Lehren von der Leere Shunyata und vom Nicht-Selbst Anatta beziehen sich demgegenüber auf bedingt Entstandenes.
Die Buddha-Natur wird ferner in den Tathagatagarbha-Sutras als die innewohnende, unbegreifliche, ungeschaffene, wonnevolle und unsterbliche Buddha-Essenz (svabhava) aller Lebewesen dargestellt.
Dieser Tathagatagarbha – ein anderes Wort für die Buddha-Natur – ist nach dem Nirvana-Sutra das wahre Selbst, das Selbst Buddhas, das keinen Tod kennt. Laut dem Nirvana-Sutra:
„Alle Dinge (dharma) sind nicht ohne das Selbst. Das Selbst ist wirklich (tattva), das Selbst ist fest (dhruva), das Selbst ist Tugend (guna), das Selbst ist ewig (nitya), und das Selbst ist Friede“ (Kapitel: Gram).
Im Mahayana Angulimaliya-Sutra wird auch behauptet, dass der Tathagatagarbha (Buddha-Natur) ohne Ausnahme in jedem Wesen zu finden sei:
„Alle Dinge (dharma) haben den Tathagatagarbha als deren Essenz (svabhava) … Auch wenn alle Buddhas selber emsig danach suchten, wuerden sie keinen Tathagatagarbha finden, der nicht ewig (sasvata) ist, denn der ewige Dhatu, die Buddha-Natur, der Dhatu, der mit endlosen Haupteigenschaften und den kleineren Eigenschaften (eines Buddha) ausgestattet ist, ist in allen Wesen vorhanden. Auch wenn alle Buddhas selber emsig danach suchen würden, würden sie keinen Tathagatagarbha finden, der nicht fest (dhruva) ist, denn der feste Dhatu, die Buddha-Natur, der Dhatu, der mit endlosen Haupteigenschaften und den kleineren Eigenschaften (eines Buddha) ausgestattet ist, ist in allen Wesen vorhanden.“